# Aeschynanthus musaensis
Aeschynanthus musaensis är en tvåhjärtbladig växtart som beskrevs av Patrick James Blythe Woods. Aeschynanthus musaensis ingår i släktet Aeschynanthus och familjen Gesneriaceae. Inga underarter finns listade i Catalogue of Life.